# 李秀香
李秀香（1964年1月—），山东平原人，汉族，中国民主建国会会员。中华人民共和国政治人物、第十三届全国人民代表大会江西省代表。

## 生平
2018年，李秀香被选为江西省出席第十三届全国人民代表大会代表。